# Освецимський Володимир Іванович
Освецимський Володимир Іванович (рос. Освецимский Владимир Иванович; 22 червня 1886, Комишлов, Пермська губернія, Російська імперія — 4 грудня 1955, Одеса, УРСР, СРСР) — російський, український і радянский актор театру і кіно. Народний артист Чечено-Інгуської АРСР (1944). Народний артист Української РСР (1946).

## Біографічні відомості
Дебютував на сцені в 1904 році в драматичній трупі М. Т. Строєва. У 1904—1905 рр. брав участь у турне Шадрінського товариства артистів заводами Уралу. У 1909-1916 роках — артист антрепризи в провінції.
З 1904 р. працював у театрах Петербурга, Харкова, Одеси, Вітебська, Риги, виступав у московському Малому театрі, Ленінградському театрі драми ім. Пушкіна.
Учасник Першої світової війни. У 1916—1917 рр. — на фронті в частинах російської армії.
У 1936—1948 рр. — актор Київського театру ім. Лесі Українки, 1948—1955 рр. — Одеського російського драматичного театру ім. Іванова.
Помер в Одесі. Похований на Другому Християнському цвинтарі Одеси.

## Фільмографія
Знявся у фільмах: 
- «Полудєва» (1916, Жюльєн де Соберо)
- «Флавія Тессіні» (1918)
- «Діти — квіти життя» (1919, к/м; Зайцев, вагоновожатий)
- «Троє» (1919, Ілля Луньов)
- «Пани-грабіжники» (1920, к/м; Герой)
- «Сорока-злодійка» (1920, Щепін)
- «Директор» (1938)
- «Моряки» (1939, Бєляєв)
- «Вершники» (1939, Еммельсдорф)
- «Олександр Пархоменко» (1942, полковник (немає в титрах)
- «Бій під Соколом» (1942, сторож (немає в титрах)
- «В далекому плаванні» (1945, Горєлов)
- «Зигмунд Колосовський» (1945, Людвіг, польський патріот)
- «Центр нападу» (1946, член колегії (ні в титрах))
- «Блакитні дороги» (1947, Консовський)
- «Третій удар» (1948, С.С. Бірюзов, начальник штабу фронту, генерал-полковник (немає у титрах))
- «Безвісти зниклий» (1956)